# ILife
ILife is een softwarepakket van Apple Inc. voor het bewerken en bewaren van digitale mediabestanden, zoals geluid, foto's en film. De kracht van het pakket ligt in de onderlinge samenwerking tussen de verschillende programma's. Het is specifiek ontworpen voor de Apple Macintosh computer en wordt meegeleverd bij aanschaf van een nieuwe Mac. De laatste versie is iLife 10.0.
ILife bestaat uit verschillende componenten:
- iPhoto - voor het verbinden met een digitale camera en het bewerken, ordenen en bewaren van foto's
- iMovie - voor het importeren, bewerken en monteren van digitale videofragmenten
- GarageBand - voor het maken van opnames, muziek en podcasts

Voormalige componenten:
- iWeb - voor het eenvoudig ontwerpen van websites
- iDVD - voor het creëren en branden van dvd-video's
- iTunes - behoorde tot de eerste versie van het pakket, maar sinds de introductie van iLife '06 is iTunes geen onderdeel meer van iLife.